# Cairns auf dem Calf of Eday

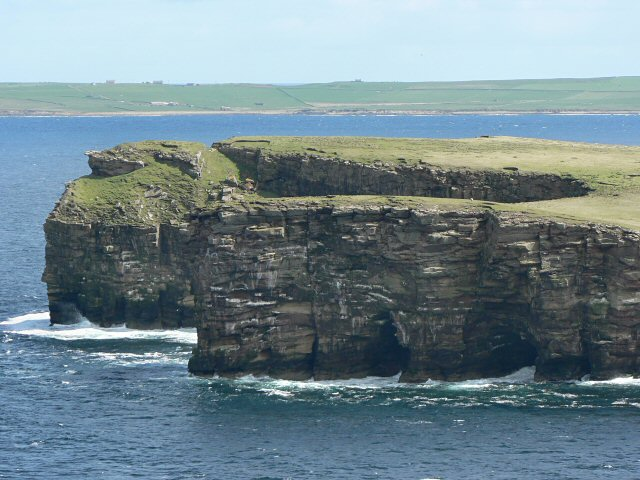
Calf of Eday

Die beiden Cairns auf dem Calf of Eday liegen auf der kleinen unbewohnten Insel Calf of Eday der Orkney in Schottland. An der Südwestküste des Calf of Eday liegen zwei Cairns mit früher allgemein Passage Tombs genannten Anlagen vom Orkney-Cromarty Typ (OC). Die Anlage ist als Scheduled Monument geschützt.

## Beschreibung
Der runde Steinhügel verbirgt einen kleinen Stalled Cairn, dessen Zugang sich unmerklich zu einer Kammer erweitert mit beidseitig vier Nischen, die durch aufrechte Platten gebildet werden. 
Beim 40 m entfernten, etwa 20 m langen und 8,0 m breiten „Long Cairn“ führt ein etwa von Osten kommender Gang in einen etwa 6,0 m langen Stalled Cairn, der ebenfalls vier Nischen aufweist. Im selben Cairn liegt schräg eingepasst, eine zweifach gegliederte kleine Kammer des Bookan typs in einem Rundhügel, der später mit dem Langhügel überbaut wurde und daher unzugänglich ist. 

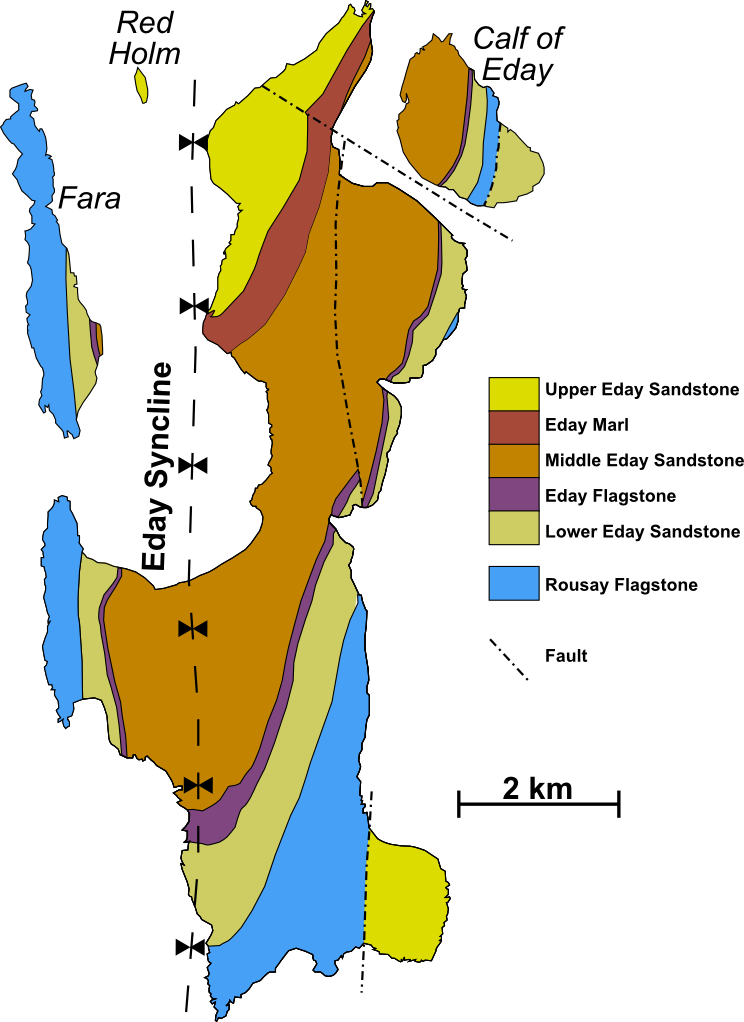
Lage des Calf

Ausgrabungen von Charles Shaw Tyrie Calder (1891–1972) im Jahre 1936 erbrachten zerscherbte Keramik vom Typ Unstan Ware und Feuersteinwerkzeuge. 
Ein wenig bergauf liegen die Reste eines Hauses der Eisenzeit.
Auf das Calf gelangt man mit Hilfe eines Bootes der „Eday Kooperative“ auf der Insel Eday. Die archäologischen Objekte sind nicht für eine öffentliche Präsentation aufbereitet, so dass sich ein Besuch unter fachkundiger Führung empfiehlt.